# Carl Wilhelm Otto August von Schindel

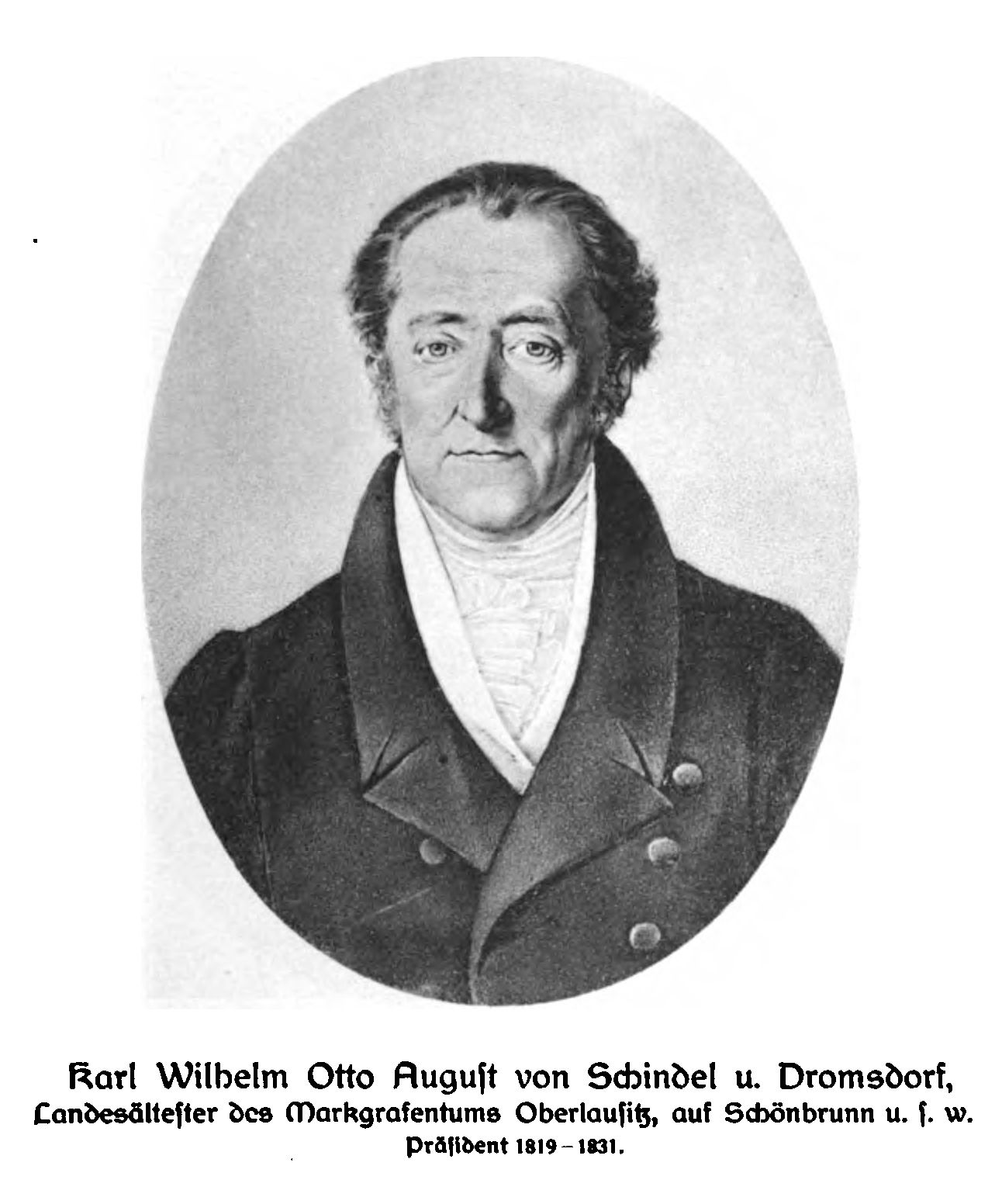

Carl Wilhelm Otto August von Schindel, auch von Schindel und Dromsdorf (* 21. April 1776 auf Burg Tzschocha in Tzschochau bei Lauban, heute Gemeinde Leśna, Polen; † 21. November 1830 in Schönbrunn bei Görlitz) war ein deutscher Gutsherr, Verwaltungsbeamter, Bibliograf, Schriftsteller und Mäzen, der zwischen 1823 und 1825 das Lexikon Die deutschen Schriftstellerinnen des neunzehnten Jahrhunderts veröffentlichte.

## Herkunft
Schindels Eltern waren der Landesälteste des Görlitzer Kreises Ferdinand Otto von Schindel und Dromsdorf (* 5. Oktober 1740; † 24. Dezember 1805) und seine Ehefrau Johanne Mariane, geborene von Köckritz (* 18. November 1750; † 5. April 1790). Schindel hatte (mindestens) eine ältere Schwester Charlotte Friederike Ferdinanda (* 23. Mai 1768) und einen jüngeren Bruder Carl Otto Gustav (* 17. August 1777; † 6. April 1857).

## Leben
Die Familie musste den Kauf der 1755 erworbenen Burg Tzschocha 1782 nach einem von einem Erben des Vorbesitzers angestrengten Prozess rückabwickeln, so dass Schindel ab diesem Zeitpunkt in Schönbrunn aufwuchs. Dort erhielt er Privatunterricht u. a. von Georg Hermann Friedrich Köhler, dem späteren Pfarrer von Schönbrunn und späteren langjährigen Freund. Nach dem Besuch des Gymnasiums Augustum in Görlitz studierte er in Leipzig Jura und Philosophie, um anschließend in verschiedenen Ämtern tätig zu werden. Der ab 1800 ausgeübten Tätigkeit als ritterschaftlicher Deputierter bei der Brandversicherungssozietät folgten 1804 die Berufungen als Landesbestellter für Lausitz und 1822 die als Landesältester. Weiterhin war er u. a. in der Criminalkassendeputation und als Verantwortlicher des Landsturmes tätig.
Er wurde Mitglied in der Naturforschenden Gesellschaft zu Leipzig und 1817 in der Oberlausitzischen Gesellschaft, der er als Nachfolger von Karl Gottlob Anton (1751–1818) von 1819 bis 1830 als Präsident vorstand.
Als Witwer heiratete er in zweiter Ehe Adelheid Therese Amalie, geborene von Gersdorf, die Tochter der Schriftstellerin Wilhelmine von Gersdorf. Seine Frau gebar ihm am 19. Juli 1825 einen Sohn, der noch vor Schindels Tod im Kindesalter starb. Aus der familiären Verbindung zur Familie Gersdorf entwickelte sich wohl Schindels Gedanke, ein „Lexikon der deutschen Schriftstellerinnen“ zu verfassen. Es wurde in drei Teilen zwischen 1823 und 1825 unter dem Titel Die deutschen Schriftstellerinnen des neunzehnten Jahrhunderts veröffentlicht. Es war das erste deutschsprachige Werk seiner Art seit Georg Christian Lehms’ Lexikon und Anthologie Teutschlands galante Poetinnen von 1715.
Christian Adolf Pescheck beschreibt Schindel in seinem Nachruf als freundlichen, hilfsbereiten, liebenswürdigen, nachsichtigen und religiösen Menschen. Dies spiegele sich u. a. darin wider, dass er anlässlich der Geburt und des Todes seines Sohnes die Gemeinde Schönbrunn bedachte. Nach Schindels Tod wurde auch sein ehemaliges Gymnasium bedacht, und zur Betreuung seiner umfangreichen, erlesenen Schlossbibliothek wurde der jeweilige Gemeindepfarrer als dotierter Bibliothekar berufen.

## Stiftungen
- „Augustus-Theresien-Stiftung“ vom 7. August 1825[8]

## Werke

### Lexikon
- Die deutschen Schriftstellerinnen des neunzehnten Jahrhunderts. F. A. Brockhaus, Leipzig 1823–1825.
  - 1. Teil A–L. 1823. 384 Seiten. Digitalisat.
  - 2. Teil M–Z. 1825. 504 Seiten. Digitalisat.
  - 3. Teil Nachträge und Berichtigungen enthaltend. 1825. 260 Seiten. Digitalisat.

Nachdruck in einem Band: Olms, Hildesheim 1978. 2. Auflage: 2000, ISBN 3-487-06581-9

### Weitere Schriften
- 1797: Der fromme Weise, ein Gedicht. In: Thüringisches Wochenblatt. Arnstadt / Leipzig 1797, S. 108 f.
- 1800: Torquato Tassos befreites Jerusalem, aus dem Italienische übersetzt. Leipzig, 1800
- 1802: Torquato Tasso’s Nächtliche Klagen der Liebe. Ein neu entdecktes nachgelassenes Werk und aus dem Italienischen übersetzt mit einigen nöthigen erläuternden Anmerkungen und dem Leben des Verfassers. Kleefeldsche Buchhandlung, Leipzig 1802[9]
- 1817: Erläuternte Anmerkungen zu Torquato Tasso’s Befreitem Jerusalem. Kuhlmey, Liegnitz 1817
- 1824: Rede vom 4. Oktober 1824 über: Die Duelle und ob ihrer Ausrottung unmöglich sey. In: Neues Lausitzisches Magazin, 4. Band, Görlitz 1825, S. 517–537
- 1825: Rede vom 5. Juli 1825 über: Rhapsodische Gedanken bei einer Vergleichung des jetzigen Standpunctes mit dem vor 50 Jahren in wissenschaftlicher, religiöser und staatsbürgerlicher Hinsicht.